# Kai-David Bösing
Kai-David Bösing (Aken, 7 maart 1994) is een Duits voetballer die als middenvelder voor SV Eintracht Hohkeppel speelt.

## Carrière
Kai-David Bösing speelde in de jeugd van Roda JC Kerkrade, waar hij van 2012 tot 2015 in het tweede elftal speelde. In het seizoen 2013/14, waarin Roda uit de Eredivisie degradeerde, zat hij enkele wedstrijden bij de selectie van het eerste elftal maar debuteerde nooit. In 2015 vertrok hij naar SC Fortuna Köln waar hij in twee seizoen zestien wedstrijden in de 3. Liga speelde. Hierna was hij drieënhalf seizoen lang actief voor de amateurclub Alemannia Aachen, uitkomend in de Regionalliga West. In de winterstop van het seizoen 2020/21 keerde hij terug naar Nederland om een contract tot het einde van het seizoen bij MVV Maastricht te tekenen. Door een blessure op de eerste training kwam hij niet in actie, maar zijn contract werd wel verlengd voor een jaar. Hij debuteerde voor MVV op 9 augustus 2021, in de met 0-1 gewonnen uitwedstrijd tegen Jong FC Utrecht. Hij speelde in totaal vijftien wedstrijden voor MVV. Nadat zijn contract in 2022 afliep, vertrok hij naar SV Eintracht Hohkeppel.

### Statistieken
| Seizoen                   | Club                   | Land           | Competitie        | Competitie | Competitie | Beker | Beker | Overig | Overig | Totaal | Totaal |
| Seizoen                   | Club                   | Land           | Competitie        | Wed.       | Dlp.       | Wed.  | Dlp.  | Wed.   | Dlp.   | Wed.   | Dlp.   |
| ------------------------- | ---------------------- | -------------- | ----------------- | ---------- | ---------- | ----- | ----- | ------ | ------ | ------ | ------ |
| 2013/14                   | Roda JC Kerkrade       | Nederland      | Eredivisie        | 0          | 0          | 0     | 0     | –      | –      | 0      | 0      |
| 2015/16                   | SC Fortuna Köln        | Duitsland      | 3. Liga           | 6          | 0          | –     | –     | 1      | 1      | 7      | 1      |
| 2016/17                   | SC Fortuna Köln        | Duitsland      | 3. Liga           | 10         | 0          | –     | –     | 4      | 1      | 14     | 1      |
| 2017/18                   | Alemannia Aachen       | Duitsland      | Regionalliga West | 13         | 1          | –     | –     | 4      | 0      | 17     | 1      |
| 2018/19                   | Alemannia Aachen       | Duitsland      | Regionalliga West | 26         | 6          | –     | –     | 1      | 0      | 27     | 6      |
| 2019/20                   | Alemannia Aachen       | Duitsland      | Regionalliga West | 16         | 2          | 0     | 0     | 2      | 0      | 18     | 2      |
| 2020/21                   | Alemannia Aachen       | Duitsland      | Regionalliga West | 13         | 0          | –     | –     | –      | –      | 13     | 0      |
| 2020/21                   | MVV Maastricht         | Nederland      | Eerste divisie    | 0          | 0          | 0     | 0     | –      | –      | 0      | 0      |
| 2021/22                   | MVV Maastricht         | Nederland      | Eerste divisie    | 13         | 0          | 2     | 0     | –      | –      | 15     | 0      |
| 2022/23                   | SV Eintracht Hohkeppel | Duitsland      | Mittelrheinliga   | 12         | 0          | –     | –     | 3      | 0      | 15     | 0      |
| Carrièretotaal            | Carrièretotaal         | Carrièretotaal | Carrièretotaal    | 109        | 9          | 2     | 0     | 15     | 2      | 126    | 11     |
| Bijgewerkt op 4 juni 2023 |                        |                |                   |            |            |       |       |        |        |        |        |